# Jacob Tirado
Jacob Tirado (* um 1540 in Portugal; † 1620 in Jerusalem) war einer der Gründer der ersten sephardischen Gemeinde von Amsterdam.

## Leben
Jacob Tirado wurde als Jaime Lopes da Costa um 1540 in eine Marranen-Familie in Portugal geboren. Seit 1598 lebte er in Amsterdam, wo er zum Judentum zurückgekehrt war. Tirado war im Handel unter seinem christlichen Namen Da Costa vor allem mit Portugal und Venedig tätig.

In seinem Privathaus fand anfänglich der jüdische Gottesdienst statt. Tirado gilt zusammen mit Samuel Pallache und Jakob Israel Belmonte als Gründer der ersten sephardischen Gemeinde (Beth Jacob oder Casa de Jacob 1608) von Amsterdam. Er wurde zu einem der ersten Parnassim ernannt. Nach 1612 verließ er Amsterdam Richtung Venedig. Von dort zog er weiter nach Palästina. Er verbrachte seine letzten Lebensjahre vermutlich in Jerusalem, wo er 1620 verstarb.
Die Legende
Der Legende nach hatte Tirado Portugal 1593 zusammen mit zehn anderen Marranen und vier Kindern verlassen. Sie landeten mit ihren beiden Schiffen in Emden (Ostfriesland). Auf der Suche nach einer fetten Ziege für das Nachtmahl trafen sie auf den ansässigen aschkenasischen Rabbi Moses Moses Uri ha-Levi. Dieser riet den portugiesischen Flüchtlingen, sich nicht in Emden niederzulassen und zog mit ihnen nach Amsterdam. Dort ließen sich die Marranen beschneiden und trafen sich in einem Privathaus zum Beten.
Als die Behörden von der Ankunft der Conversos hörten, nahmen sie den Rabbi Halevi und seinen Sohn fest und wollten wissen, wer ihnen erlaubt habe, die jüdische Religion in Amsterdam auszuüben. Sie gaben zur Antwort, dies sei zur Ehre der Stadt, und Amsterdam werde sich so zu einem Anziehungspunkt weiterer reicher Juden entwickeln. Erst als Tirado, der sich mit den Behörden auf Lateinisch unterhalten konnte, beigezogen wurde, erhielten die Juden die Niederlassungserlaubnis.
Die Legende um Jacob Tirado zählt wie die Geschichte um Maria Nunes zu den Gründungsmythen der Amsterdamer jüdischen Gemeinde. Sie wurde zum ersten Mal schriftlich vom Enkel des Rabbi, Uri Phoebus ha-Levi, 1711 festgehalten.